# حلا صدام حسين
حلا صدام حسين (1973)، الابنة الصغرى للرئيس العراقي الراحل صدام حسين.

## حياتها
كان والدها يعزها كثيرا وكان يصطحبها معه في زياراته وتفقداته اليومية بين أهالي العراق في بداية ثمانينات القرن الماضي.

### حياتها الأسرية
زوجها هو المقدم الدكتور جمال مصطفى عبدالله سلطان التكريتي ولهما ابنتان.
بعد سقوط بغداد بفترة خرجت مع زوجها جمال مصطفى عبدالله سلطان التكريتي إلى سوريا ومن هناك تم إرجاعهم إلى العراق فسلم زوجها نفسه للقوات الأمريكية، وفي عام 2006 صدر قرار للإفراج عنه ولكن لم ينفذ حتى 30 حزيران 2020، حين أُطلق سراحه من سجن الحوت في مدينة الناصرية.
تقيم حاليا مع والدتها ساجدة خير الله طلفاح في الدوحة، قطر.